# Asterias
Asterias is een geslacht van zeesterren (Asteroidea), en het typegeslacht van de familie Asteriidae.

## Verspreiding en leefgebied
Asterias-soorten komen voor langs de kusten van de noordelijke Atlantische Oceaan en het westen van de Grote Oceaan. De meestvoorkomende soort is de gewone zeester (Asterias rubens), die ook langs de kust van België en Nederland voorkomt.

## Soorten
- Asterias amurensis Lütken, 1871
- Asterias argonauta Djakonov, 1950
- Asterias forbesi (Desor, 1848)
- Asterias microdiscus Djakonov, 1950
- Asterias rathbuni (Verrill, 1909)
- Asterias rollestoni Bell, 1881
- Asterias rubens Linnaeus, 1758 – Gewone zeester
- Asterias versicolor Sladen, 1889